# Zaunwinden
Die Zaunwinden (Calystegia) sind eine Pflanzengattung in der Familie der Windengewächse (Convolvulaceae). Etwa die Hälfte der 30 Arten sind in ihrer Verbreitung auf Kalifornien beschränkt, die anderen sind weitverbreitet.

## Beschreibung

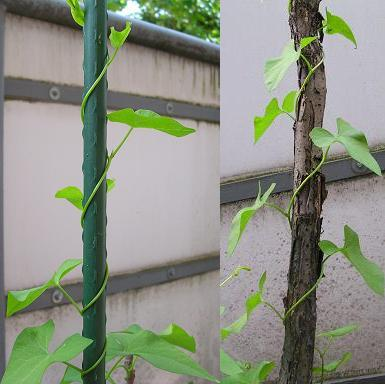
Rechtsgängige Helix, Steigung ungefähr 60 °

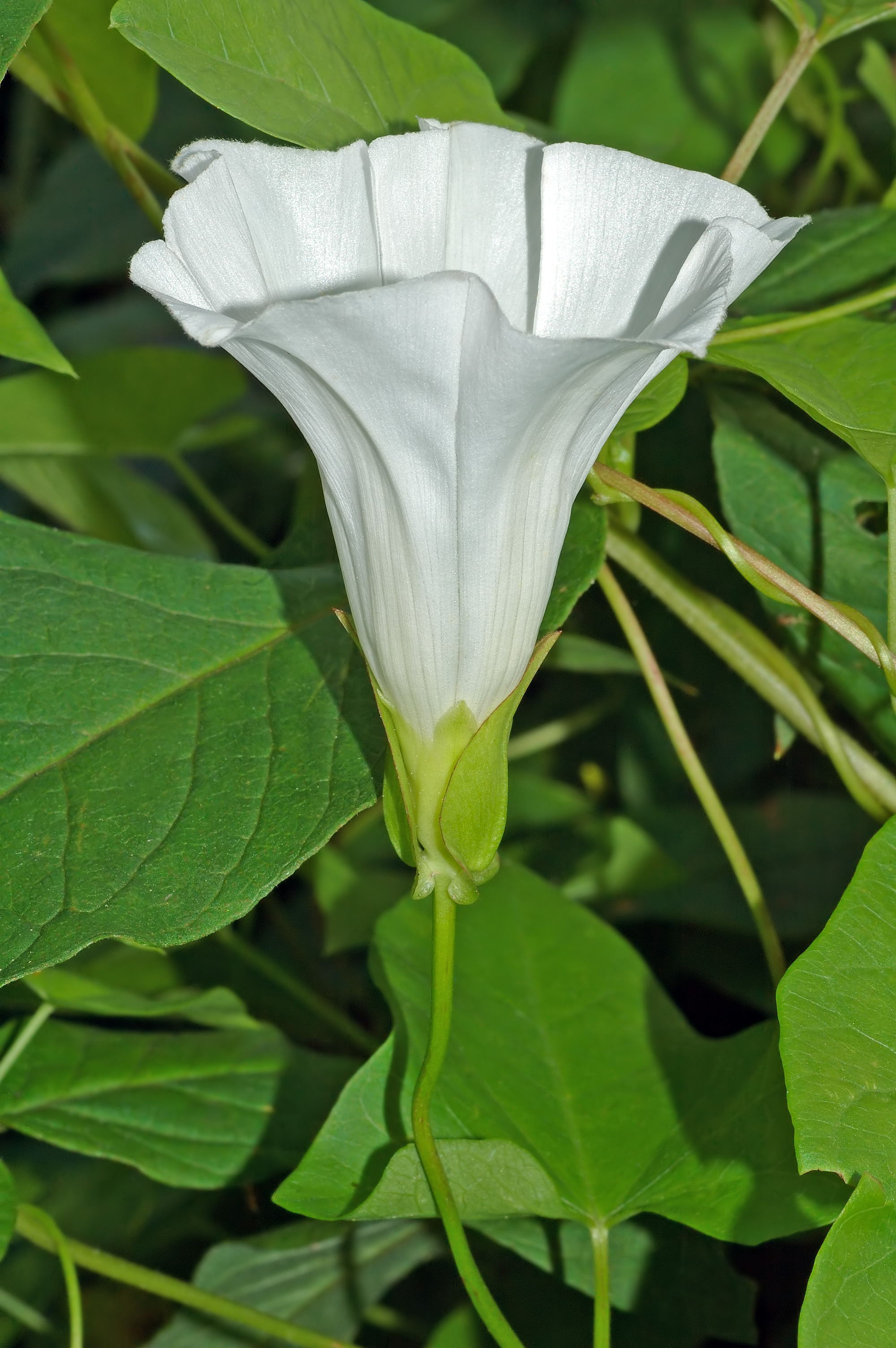
Blüte der Echten Zaunwinde (Calystegia sepium), hier gut erkennbar die beiden den 5-zähligen Kelch umfassenden Vorblätter

### Vegetative Merkmale
Zaunwinden-Arten sind niederliegende oder aufrechte bis windende krautige Pflanzen, die eine Länge von bis zu mehreren Metern erreichen können. Sie bilden Rhizome oder verholzen an der Basis leicht. Die Laubblätter sind gestielt bis nahezu sitzend. Die Blattspreiten sind langgestreckt bis speerförmig oder pfeilförmig, selten sind sie auch fußförmig.

### Generative Merkmale
Die Blütenstände stehen in den Achseln von Laubblättern, sie bestehen aus einer einzelnen Blüte oder wenigblütigen Zymen. Die zwei Vorblätter sind beständig, kelchblattartig und stehen direkt unterhalb des Kelchs. Sie sind eiförmig, gelegentlich sackförmig ausgebuchtet und umschließen den Kelch. Nur gelegentlich stehen sie vom Kelch entfernt und sind pfriemförmig oder laubblattähnlich geformt.
Die zwittrigen Blüten sind radiärsymmetrisch und fünfzählig mit doppelter Blütenhülle. Die Kelchblätter sind nahezu gleich geformt und bleiben auch an der Frucht beständig. Die fünf kahlen, weißen, rosafarbenen oder blass-gelben Kronblätter sind vollständig miteinander zu einer trichterförmigen Krone verwachsen und weist fünf deutliche Bänder in der Mitte der Kronblätter auf. Die gleichgestaltigen Staubblätter ragen nicht über die Krone hinaus. Ihre Staubbeutel geben kugelförmige, pantoporate (mit gleichmäßig verteilten Poren versehene) und nicht stachelige Pollenkörner ab. Der Fruchtknoten ist einkammerig und enthält vier Samenanlagen. Der Griffel ragt nicht über die Krone hinaus und trägt zwei keulenförmige Narben.
Die kahlen, kugelförmigen Kapselfrüchte öffnen sich nicht bei Reife und enthalten vier Samen. Die Samen besitzen eine glatte oder fein warzige Oberfläche.

## Systematik und Verbreitung

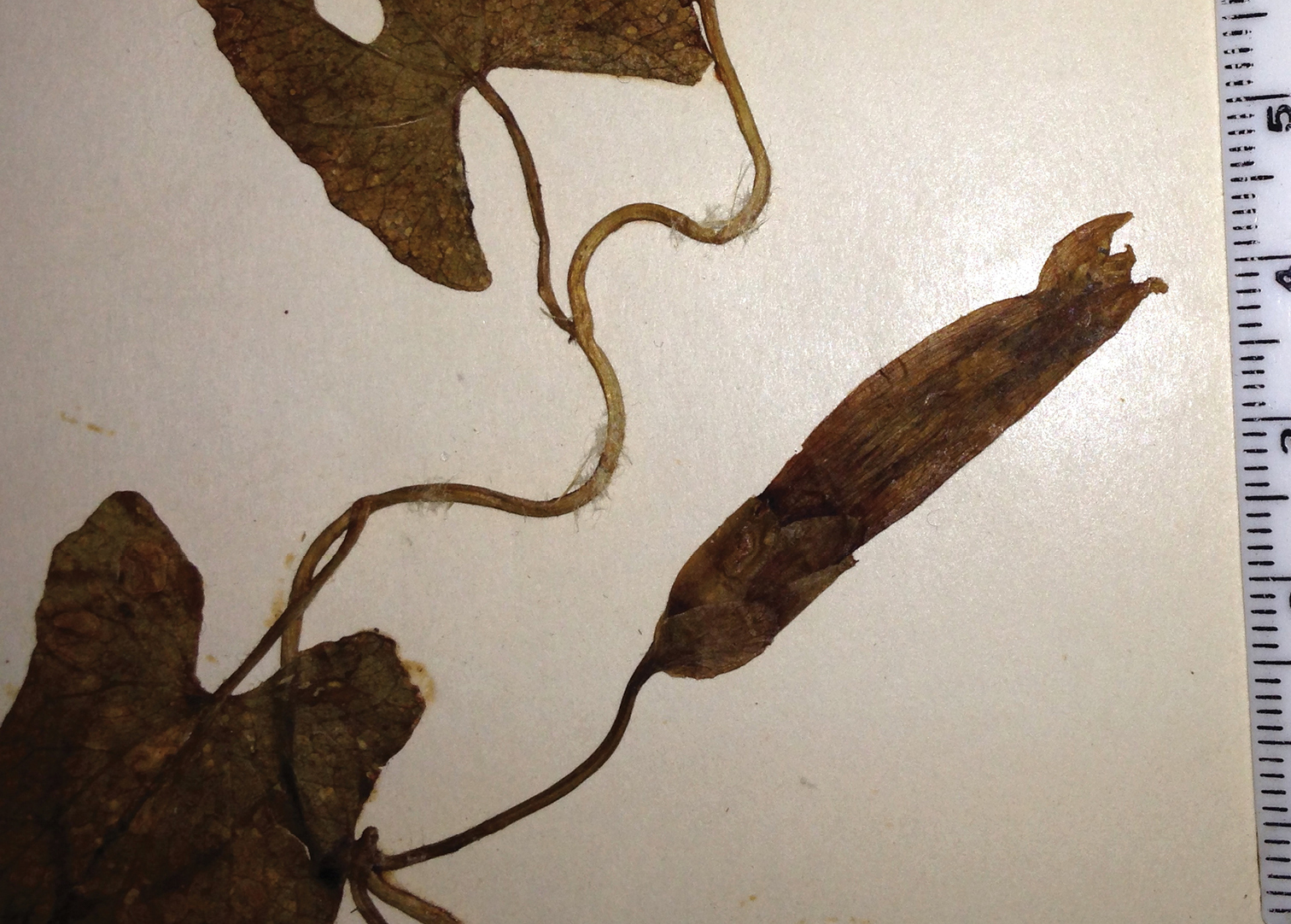
Calystegia binghamiae, Lektotypus

Die Arten der Gattung der Zaunwinden (Calystegia) kommen vor allem in den gemäßigten Gebieten vor, gelegentlich reichen sie auch bis in tropische Gebiete. Etwa die Hälfte der Arten der Gattung sind endemisch in Kalifornien zu finden.

### Äußere Systematik und Phylogenetik
Die Gattung Calystegia gehört zur Tribus Convolvuleae innerhalb der Familie Convolvulaceae. Neben Calystegia werden dieser Tribus nach aktueller Ansicht weiterhin die Gattungen der Winden (Convolvulus) sowie die in Australien endemisch vorkommende Gattung Polymeria eingeordnet. Weitere Gattungen, die ehemals der Tribus zugeordnet waren, sind unter anderem die Prunkwinden (Ipomoea), Jacquemontia, Evolvulus und Wilonia, jedoch zeigten molekularbiologische Untersuchungen, dass diese Gattungen nicht der Tribus zugeordnet werden können. Die Gattung der Zaunwinden (Calystegia) zeigte sich in den Untersuchungen als monophyletisch, ist jedoch innerhalb der Winden (Convolvulus) angesiedelt, wodurch diese Gattung paraphyletisch ist.

### Innere Systematik
Innerhalb der Gattung werden etwa 30 Arten unterschieden. Da viele Arten überlappende Verbreitungsgebiete aufweisen und dort Übergangsformen existieren können, sind viele dieser Formen auch auf Art-Ebene beschrieben worden. Sie werden heute jedoch meist nur als Unterarten anerkannt. Die folgende Auswahl der Arten folgt Brummitt 1965 und Lewis et al. 1965, Abweichungen sind durch Einzelnachweise gekennzeichnet:
| - Calystegia affinis Endl.: Sie kommt nur auf der Norfolk-Insel und auf der Lord-Howe-Insel vor. - Calystegia atriplicifolia Hallier f.: Sie kommt in zwei Unterarten von Washington bis ins nördliche Kalifornien vor: - Calystegia atriplicifolia subsp. atriplicifolia - Calystegia atriplicifolia subsp. buttensis Brummitt - Calystegia binghamiae (Greene) Brummitt: Sie kam früher im westlichen Kalifornien vor. Die letzte Beobachtung stammt von 1902. - Calystegia brummittii P.P.A. Ferreira & Sim.-Bianch.: Die 2013 erstbeschriebene Art kommt im südlichen Brasilien vor. - Calystegia catesbeiana Pursh (inkl. Calystegia sericata (House) C.R.Bell): Die zwei Unterarten sind in den südöstlichen USA verbreitet: - Calystegia catesbeiana subsp. catesbeiana - Calystegia catesbeiana subsp. sericata (House) Brummitt - Calystegia collina (Greene) Brummitt: Sie kommt in fünf Unterarten in Kalifornien vor. - Calystegia felix Provance & A.C.Sanders: Sie kommt nur im südwestlichen Kalifornien vor. - Calystegia hederacea Wall.: Sie ist von Afghanistan bis Japan und in Äthiopien verbreitet. - Calystegia longipes (S. Watson) Brummitt: Sie ist von den südwestlichen USA bis ins mexikanische Baja California verbreitet. - Calystegia macounii (Greene) Brummitt: Sie ist vom westlichen Kanada bis zu den westlichen USA verbreitet. - Calystegia macrostegia (Greene) Brummitt: Sie kommt in sechs Unterarten von Kalifornien bis Mexiko vor. - Calystegia malacophylla (Greene) Munz: Sie kommt in zwei Unterarten und einer Varietät in Kalifornien vor: - Calystegia malacophylla var. berryi (Eastw.) Brummitt - Calystegia malacophylla subsp. malacophylla - Calystegia malacophylla subsp. pedicellata (Jeps.) Munz - Calystegia marginata R. Br.: Sie ist in Australien einschließlich Tasmanien und auf der Nordinsel von Neuseeland. - Calystegia occidentalis (A. Gray) Brummitt (inkl. Calystegia fulcrata (A.Gray) Brummitt): Sie kommt in drei Unterarten in Oregon und Kalifornien vor. - Calystegia peirsonii (Abrams) Brummitt: Die Heimat ist Kalifornien. - Calystegia pellita G.Don: Die drei Unterarten sind von Sibirien bis Korea verbreitet. - Calystegia pubescens Lindl. (Syn.: Calystegia japonica Choisy): Sie ist in China, Korea und Japan verbreitet. - Schöne Zaunwinde (Calystegia ×pulchra Brummitt & Heywood) = Calystegia pellita × Calystegia silvatica - Calystegia purpurata (Greene) Brummitt: Die zwei Unterarten kommen in Kalifornien vor. - Echte Zaunwinde (Calystegia sepium (L.) R.Br.): Sie ist mit neun Unterarten in den subtropischen und gemäßigten Zonen der Erde verbreitet. - Wald-Zaunwinde (Calystegia silvatica Choisy, inkl. Calystegia fraterniflora (Mack. & Bush) Brummitt): Ihr Verbreitungsgebiet reicht vom Mittelmeerraum bis zum Iran und China und von Kanada bis zu den USA. Mit vier Unterarten: - Calystegia silvatica subsp. disjuncta Brummitt: Sie kommt im Mittelmeergebiet vor. - Calystegia silvatica subsp. fraterniflora (Mack. & Bush) Brummitt: Sie kommt in Kanada und in den Vereinigten Staaten vor. - Calystegia silvatica subsp. orientalis Brummitt: Sie kommt in China vor. - Calystegia silvatica subsp. silvatica: Sie kommt vom Mittelmeergebiet bis zum Iran vor. - Strandwinde (Calystegia soldanella (L.) Roem. & Schult.): Sie kommt an den Küsten der gemäßigten und subtropischen Gebiete vor. - Calystegia spithamaea (L.) Pursh: Die drei Unterarten sind von Kanada bis zu den USA verbreitet: - Calystegia spithamaea subsp. purshiana (Wherry) Brummitt - Calystegia spithamaea subsp. spithamaea - Calystegia spithamaea subsp. stans (Michx.) Brummitt - Calystegia stebbinsii Brummitt: Die Heimat ist Kalifornien. - Calystegia subacaulis Hook. & Arn.: Sie kommt in zwei Unterarten in Kalifornien vor. - Calystegia tuguriorum R.Br. ex Hook.: Sie kommt in Neuseeland, im südlichen Chile, auf den Juan-Fernández-Inseln und Tristan da Cunha vor. - Calystegia vanzuukiae Brummitt & Namoff: Sie wurde 2013 aus Kalifornien erstbeschrieben. |